# Novembre 1833

## Événements

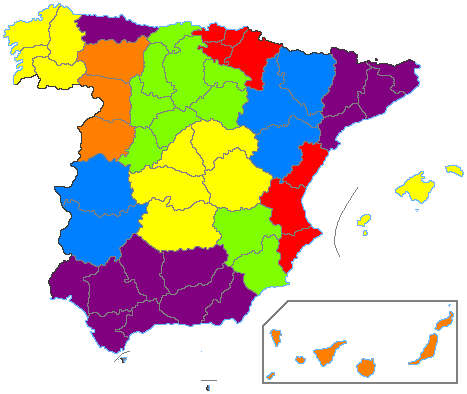
Division administrative de l'Espagne en 1833

- Réforme de Javier de Burgos, qui découpe l’Espagne en 49 provinces.

- 1er novembre, France : article de Granier de Cassagnac contre Dumas, qui demande à Victor Hugo des explications.

- 3 novembre, France : brouille de Victor Hugo avec Alexandre Dumas. Ils ne se verront plus durant plusieurs années.

- 6 novembre, France : à la Porte-Saint-Martin, première de Marie Tudor. Accueil houleux. Juliette est sifflée par le public.

- 9 novembre, France : le Courrier des Théâtres attaque violemment le jeu de Juliette.

- 11 novembre, France :
  - Fondation du Jockey Club à Paris.
  - Création de la Société d’encouragement pour l’amélioration des races de chevaux en France.

- 17 novembre, France : Marie Tudor de Hugo paraît chez Renduel.

- 18 novembre : Convention de Zonhoven point final à la séparation de la Belgique et des Pays-Bas.

- 30 novembre : Début des travaux pour le sondage du Puits de Grenelle, dans la cour de l'abattoir de Grenelle à Paris par Louis-Georges Mulot et son fils.

## Naissances
- 12 novembre : Alexandre Borodine (mort en 1887), compositeur, chimiste et médecin russe.
- 20 novembre : Auguste Castan (mort en 1892), archéologue et historien français.

## Décès
- 16 novembre : René Desfontaines (né en 1750), botaniste français.
- Jacques-Antoine Delpon (né en 1778), homme de lettres et archéologue français.